# Killian
Killian és una població dels Estats Units a l'estat de Louisiana. Segons el cens del 2000 tenia 1.053 habitants.

## Demografia
Segons el cens del 2000, Killian tenia 1.053 habitants, 407 habitatges, i 310 famílies. La densitat de població era de 36,7 habitants/km².
Dels 407 habitatges en un 30,2% hi vivien nens de menys de 18 anys, en un 66,3% hi vivien parelles casades, en un 6,1% dones solteres, i en un 23,8% no eren unitats familiars. En el 19,4% dels habitatges hi vivien persones soles el 5,9% de les quals corresponia a persones de 65 anys o més que vivien soles. El nombre mitjà de persones vivint en cada habitatge era de 2,59 i el nombre mitjà de persones que vivien en cada família era de 2,95.
Per edats la població es repartia de la següent manera: un 23,6% tenia menys de 18 anys, un 7,9% entre 18 i 24, un 26,9% entre 25 i 44, un 29,5% de 45 a 60 i un 12,1% 65 anys o més.
L'edat mediana era de 39 anys. Per cada 100 dones de 18 o més anys hi havia 101 homes.
La renda mediana per habitatge era de 40.781 $ i la renda mediana per família de 42.885 $. Els homes tenien una renda mediana de 41.058 $ mentre que les dones 25.833 $. La renda per capita de la població era de 19.648 $. Entorn del 7,3% de les famílies i el 10,2% de la població estaven per davall del llindar de pobresa.

## Poblacions més properes
El següent diagrama mostra les poblacions més properes.